# Adolf Wölfli

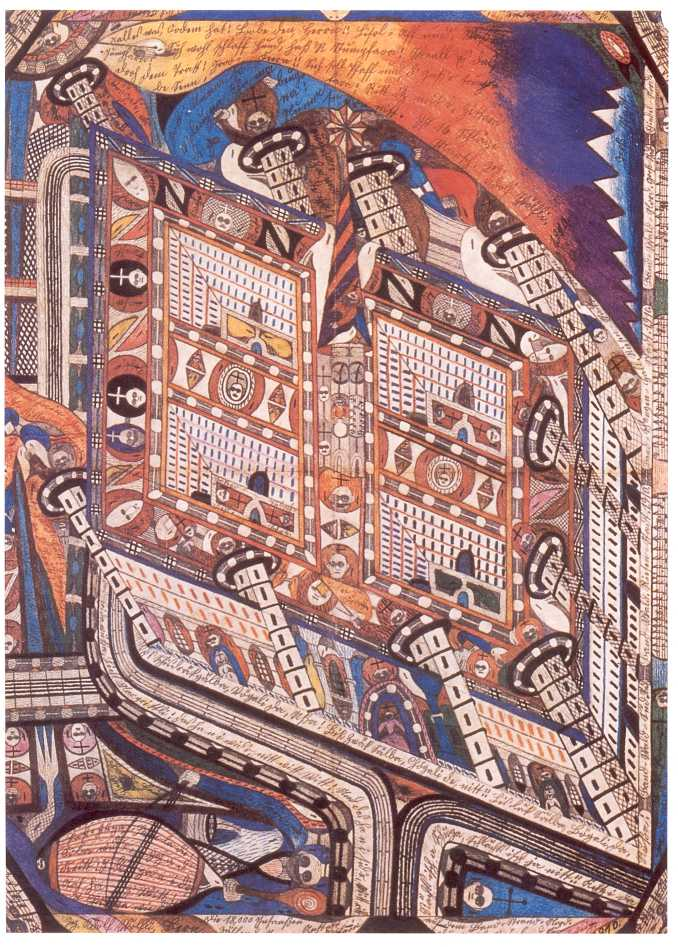
Irren-Anstalt Band-Hain, 1910

Adolf Wölfli (Bowil, 29 febbraio 1864 – Berna, 6 novembre 1930) è stato un pittore svizzero, esponente di spicco della Art Brut.

## Biografia
Figlio di Jakob Wölfli, un intagliatore di pietra, alcolizzato cronico, spirito violento che condusse una vita dissipata ai margini della legge finendo spesso in prigione e che nel 1870 abbandonò la famiglia: la moglie e sette figli. La madre Anna probabilmente era una semplice lavandaia. Dopo grandi peripezie e sofferenze, muore il padre, la famiglia ridotta alla fame va a vivere a Schangnau, dove le autorità municipali decidono di assegnare Adolf e la madre ad un contadino. Nel 1873 i due vengono però separati.
Adolf quindi lavora come aiuto contadino, non frequenta la scuola e viene maltrattato. A nove anni, a peggiorare un quadro già drammatico, viene a sapere della morte della madre.
Si verificano allora spiacevoli episodi nei confronti delle ragazze del luogo: diversi tentativi di stupro e altre nefandezze, tanto che Adolf viene prima incarcerato, poi, una volta accertato il suo stato di schizofrenico, nel 1895 viene internato nel manicomio di Waldau vicino a Berna dove rimarrà per il resto dei suoi giorni, morendo per un tumore allo stomaco il 6 novembre 1930.
Nel manicomio Wölfli inizia a disegnare, scrivere e comporre musica. Gradualmente acquista coscienza di essere un vero artista, tanto da esaltarsi fino a diventare megalomane e a prodursi in scontri anche violenti con gli altri ospiti dell'ospedale che lo dileggiano. Lui si ritira allora in un suo mondo interiore, decora muri, porte, e pannelli dell'ospedale.
Nel 1907 incontra il dottor Walter Morgenthaler, uno psichiatra che decide di occuparsi di lui, lo aiuta e gli fornisce il materiale ed uno spazio tutto suo per lavorare. Nel 1921, lo psichiatra scriverà addirittura una monografia sull'opera e la vita di Wölfli, opera d'avanguardia nel settore psicopatologico ed artistico.
Wölfli vuole esprimersi e, per fare ciò, usa tutto quello che gli capita sotto mano: riviste e giornali e fotografie, rielaborando esteticamente ciò che vede e sfoglia, utilizzando un suo proprio sistema artistico, giungendo a creare un suo personalissimo stile, caratterizzato dalla ripetitività ossessiva della singola immagine. I suoi quadri sono densi di piani e livelli continui, che rappresentano la stessa immagine ad intervalli regolari, un po' speculari, sortendo così un curioso effetto decorativo. Rappresentazioni di uomini, di animali, di edifici e di paesaggi, ricami e greche con solfeggi e righi musicali percorrono le sue opere formando una cornice ai suoi lavori. Lumache ed uccelletti sono alcuni degli elementi che creano un gioco di simmetrie e di ritmi tipici dell'intera sua opera.
Tale personaggio attirò l'attenzione anche di Sigmund Freud e del vate del surrealismo André Breton, che lo prese come esempio e continuò grazie a lui gli studi che conduceva sul rapporto tra malattia mentale ed espressione creativa. Dopo la morte dell'artista, le opere, conservate nell'ospedale, non richiamano l'attenzione di nessun altro. Sarà riscoperto solo nel 1945 dall'artista francese Jean Dubuffet durante un viaggio in Svizzera. Sarà lui ad inserire l'artista fra i grandi della Art Brut e a far in modo che le opere vengano conosciute ed esposte.
In trenta anni di attività, Wölfli realizzò 1300 disegni e diversi quaderni di scritti, oltre ad una biografia gigantesca di ben 25.000 pagine chiamata La leggenda di sant'Adolfo. Le sue opere sono conservate essenzialmente al museo des Beaux-Arts di Berna e la sua figura è oggi curata dalla Fondazione Adolf Wölfli.

## Galleria d'immagini

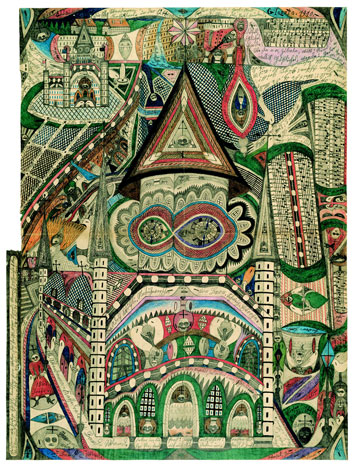
Die Skt-Wandanna-Kathedrale in Band-Wand, 1910.
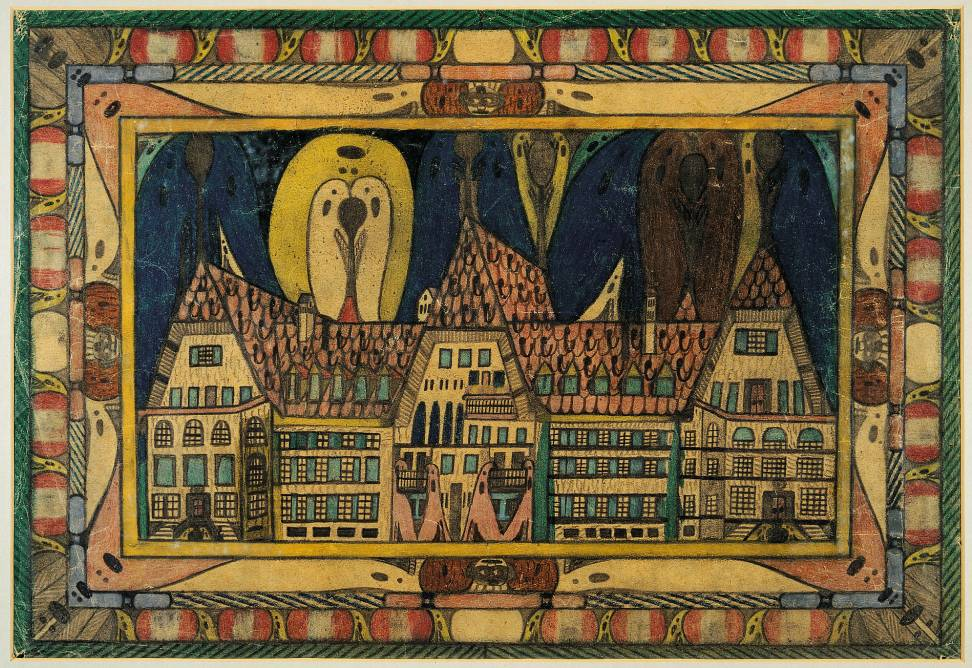
Heilanstalt Waldau, 1921.
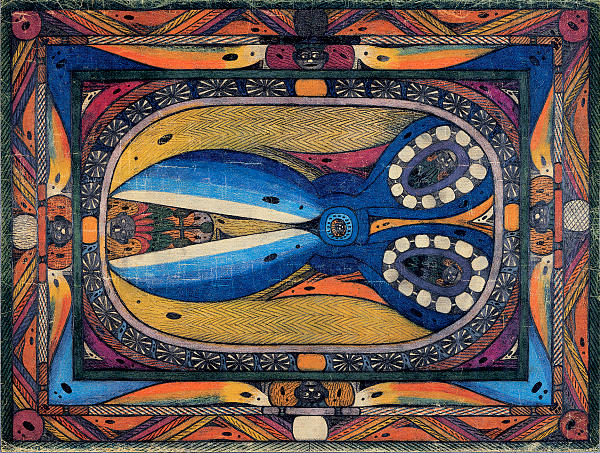
Schähren Hall, 1926.
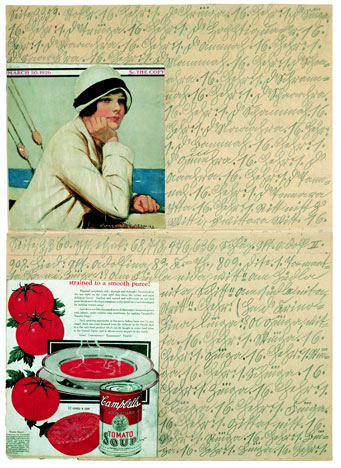
Campbell's Tomato Soup, 1929.
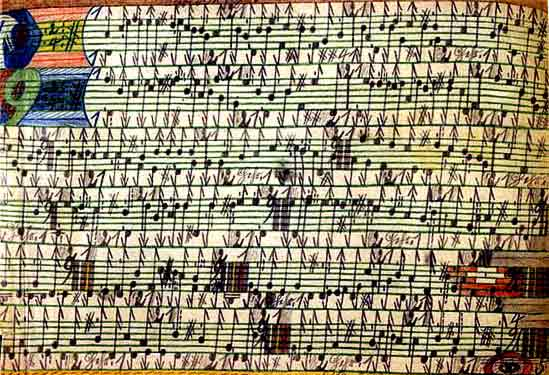
Musiknotation, 1930
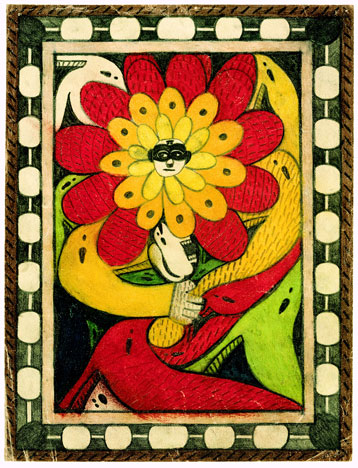
Skt-Adolf-Thron -Flühe-Blume.
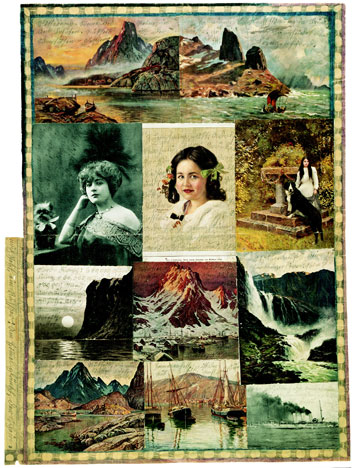
Zungsang-Skt.-Adolf-Roosali 1917
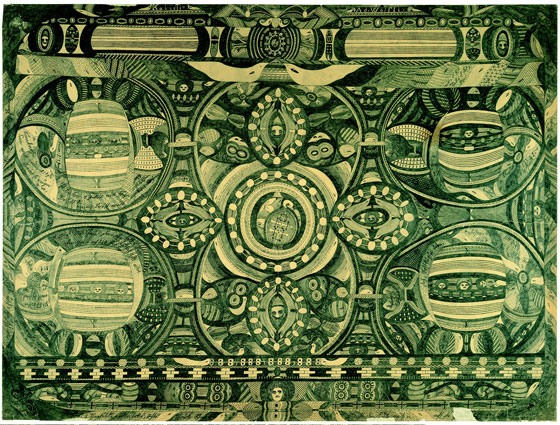
Katholische Geisteszentrale in Rom 1905.